# Die Hard – Hämningslöst
Die Hard – Hämningslöst (engelska: Die Hard with a Vengeance) är en amerikansk actionfilm från 1995 i regi av John McTiernan med Bruce Willis, Samuel L. Jackson och Jeremy Irons i huvudrollerna. Filmen är en uppföljare till Die Hard 2 (1990), som i sin tur är en uppföljare till Die Hard (1988). 2007 kom ytterligare en uppföljare, Die Hard 4.0.
Filmen hade biopremiär i USA den 19 maj 1995 och Sverigepremiär den 30 juni samma år.

## Handling
Polisen John McClane (Bruce Willis) vaknar på morgonen med en hemsk baksmälla. Dagen blir inte bättre av att han snart dras in i en dödlig lek med tidsinställda bomber. En för McClane okänd röst talar om vad han måste göra och om han inte gör det tillräckligt fort sprängs bomberna. McClane får dock oväntad hjälp av en butiksägare, Zeus Carver (Samuel L. Jackson). Tillsammans försöker de förhindra katastrofen.

## Rollista i urval
- Bruce Willis – John McClane
- Jeremy Irons – Simon Gruber
- Samuel L. Jackson – Zeus Carver
- Graham Greene – Joe Lambert, polis